# Wilhelm Helmuth van Almsick
Wilhelm Helmuth van Almsick (* 28. September 1903 in Essen; † 1985) war ein deutscher Diplomat.

## Leben
Wilhelm Helmuth van Almsick studierte Rechtswissenschaft, promovierte 1927 und wurde 1930 Notar. Er wurde 1939 Referent beim Amt des Reichsstatthalters im Sudetengau, Konrad Henlein, und war 1943 beim Beschaffungskommando in Warschau eingesetzt.
1951 heiratete er in Essen Marianne Sabine Micke. Im Jahr 1952 war er deutscher Konsul in Detroit. Am 5. Juli 1956 wurde sein Sohn Michael in Grosse Pointe Woods, einem Vorort von Detroit, geboren. 1960 war van Almsick Botschafter der Regierung Adenauer bei der Regierung von Rafael Leónidas Trujillo Molina in der Dominikanischen Republik. Er war ab September 1966 Botschafter der Regierung Erhard bei Julio César Méndez Montenegro in Guatemala.
Im Februar 1952 setzte er sich zusammen mit dem damaligen Essener Oberbürgermeister Hans Toussaint und mehreren Landtagsabgeordneten für ein Gesetz zur Amnestie aller im Zusammenhang mit dem Zweiten Weltkrieg begangenen Straftaten ein.
Er war Mitglied der katholischen Studentenverbindungen KStV Ravensburg Münster, KStV Albingia Hamburg und KStV Rhenania Innsbruck, alle im KV. 1971 war er Gründungsmitglied des Lions Club München-Arabellapark.

## Veröffentlichungen
- Die Rechtsstellung des Privateigentümers von Sachen des Gemeingebrauchs, unter besonderer Berücksichtigung der Fälle des Sondergebrauchs an ihnen. Münstersche Buchdruckerei, Münster 1928.